# Hergenfeld
Hergenfeld – miejscowość i gmina w Niemczech, w kraju związkowym Nadrenia-Palatynat, w powiecie Bad Kreuznach, wchodzi w skład gminy związkowej Rüdesheim.

## Współpraca
Miejscowość partnerska:
- Königsmoos, Bawaria